# Под туђим сунцем
Под туђим сунцем је криминалистички роман српског правника и судије Миодрага Мајића, објављен 2024. године за Вулкан издаваштво. Од објављивања имао је чак 37 издања.

## Радња
Главни јунаци романа су пензионер Коста Рашић и млада проститутка Марија. Роман за позадину има рат на Косову и Метохији, пре свега битку на Кошарама, као и спрегу власти и криминала, односно повезаност са проституцијом и нарко-картелима.
Коста сазнаје да болује од цирозе јетре, и да му је остало још неколико месеци живота, па продаје све и одлучује да отпутује у Грчку, на Крф и острво Видо. Док је био војно лице, био је задужен за младе војнике у сукобима на Косову, и кроз роман он се сећа њих, и њихових смрти, посебно друга Шандора, од кога су нашли само сат након експлозије.
Коста позива такси, и позив прихвата Марија, избеглица, која је након смрти родитеља постала проститутка, и која се нашла у невољи јер је током секса са њом, преминуо познати нарко-дилер Заф, са којим јој је било забрањено да се види од стране свог макроа. Она покушава да остане трудна уз помоћ вантелесне оплодње, уверена да ће јој дете дати нову сврху у животу.
Марија прихвата да за новац одвезе старог мајора до Грчке, и на путовању до тамо посећују бивше саборце Косте, ког су у војсци називали "Костур". У Крушевцу посећују у болници непокретног Алексу, бившег војника ког је на Косову погодио гелер, и за чију судбину Коста криви себе. Алекса им рецитује песму Претпразничко вече. Затим одлазе у Скопље, где се Коста опрашта од брата Ненада, који је амбасадор, и који никада није могао у потпуности да га разуме. Марију за то време тражи Горан , макро, уверен да је од Зефа украла торбу препуну дроге. Заправо Марија је ту торбу бацила у реку, након што се успаничила због Зефове смрти.
У Грчкој, Коста посећује Нуру, Албанца који је био на супротној страни у рату, и схвата да је он рођени брат Зефа, криминалца који је умро у Маријиним рукама.
Коста и Марија проводе неколико дивних дана у Грчкој, а Коста спашава једну девојчицу из пожара. Прогони га сећање на Асју, девојчицу за коју мисли да је спасио у току рата, и за коју је годинама покушавао да сазна шта јој се десило. Даје оглас у новинама, и тај оглас му на врата доводи Нуру. Нура пристаје да узме новац који Коста има, и да остави Марију на миру. Марија и Коста воде љубав након пијане ноћи, након чега Коста узима чамац с намером да се убије, и нестаје на мору.
Неколико недеља касније Марија поново покшава вантелесну оплодњу, да би сазнала да је већ трудна.